# Ahtisaari-javaslat

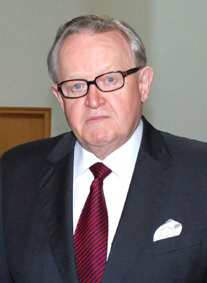
Martti Ahtisaari

Az Ahtisaari-javaslat Finnország volt elnökének, az ENSZ-főtitkár Koszovói Különmegbízottjának javaslata Koszovó státuszának megoldására. A javaslat Koszovó számára feltételes függetlenséget irányzott elő.

## Előzmények
Martti Ahtisaari, Finnország volt elnöke, az ENSZ főtitkár Koszovói Különmegbízottjaként (Special envoy for Kosovo) tárgyalásokat kezdeményezett a szerb és az albán fél közt, és látva azok eredménytelenségét, megtette javaslatát az ENSZ főtitkárának a tartomány jövőbeli státuszáról.

## A javaslat
Ahtisaari arra a megállapításra jutott, hogy a felek közt nem képzelhető el kompromisszumos megállapodás, a Szerbiába való visszaintegrálás nem életképes opció, és a döntés elodázása akadályt képez a tartomány demokratikus és gazdasági fejlődésében, elszámoltathatóságában és az etnikumok közti megbékélésben. A státusz rendezetlensége miatt Koszovó nem tud nemzetközi pénzügyi szervezetekhez fordulni, külföldi tőkét vonzani illetve teljesen integrálódni a régió gazdaságába és így nem képes az infrastruktúra megfelelő fejlesztésére, és a szegénység és széles körű munkanélküliség felszámolására. Ahtisaari első javaslataiban még nem jelent meg a „függetlenség” kifejezés, viszont megadta volna Koszovónak a nemzetközi szerződések kötésének és nemzetközi szervezetekben való tagság jogát, továbbá egy biztonsági erő létrehozásának és nemzeti szimbólumok elfogadásának jogát.
A végül 2007. március 26-án beterjesztett változat szerint, az egyetlen járható út, nemzetközi felügyelet mellett gyakorolt függetlenség. Így elhárulna annak a lehetősége, hogy létrejöjjön „Nagy Albánia”, mely az albán nacionalisták vágya lenne, ám ennek egyes közvélemény-kutatások szerint kicsi a támogatottsága Albánián és Koszovón belül is.

## Nemzetközi fogadtatás
A javaslatot az Amerikai Egyesült Államok fairnek és kiegyensúlyozottnak ítélte, míg az Európai Unió Elnöksége megjegyezte, hogy az „tizenkét hónap Belgrád és Pristina közti közvetlen tárgyalásra épül.”

### Martti Ahtisaari javaslatának szerb kritikája
Martti Ahtisaari ENSZ különmegbízott végleges javaslatát és annak a „függetlenség” szót nem említő korábbi változatait is elutasították a vezető szerb politikusok. A korai változatokat azért nem fogadták el, mert az nem erősíti meg Szerbia szuverenitását Koszovó felett és kérdésessé teszi így Szerbia területi integritását, több pontján utat nyitva Koszovó függetlensége felé, ellentmondásban a nemzetközi jog alapvető elveivel, amelyek kétség nélkül védik a nemzetközileg elismert államok szuverenitását és területi integritását a szerbek szerint.
Az eredeti változatra érvényes kritikák még inkább érvényesek a végül az ENSZ főtitkárnak benyújtott változatra, mely már kimondja, hogy Koszovó jövőjére egyetlen megoldás a „feltételes függetlenség”.
Szerintük Koszovó elvétele Szerbiától veszélyes precedens lenne az ENSZ történetében, az ilyen kísérletek a jövőben más határok átrajzolásához vezetnének, ezzel aláásva a legmélyebb alapját az egész nemzetközi rendnek. Koštunica miniszterelnök szerint a független Koszovó ötlete csupán álcája egy etnikailag tiszta Koszovót teremtő projektnek. Ez az egyik fő ok amellett, hogy a nemzetközi erők jelenléte ellenére is a helyi szeparatisták szisztematikusan akadályozzák a több százezer elüldözött nem-albán visszatértét a tartományba. Tény, hogy körülbelül 200 000 szerb hagyta el a tartományt, akik még mindig nem tértek vissza, bár megjegyzendő, hogy a tartomány etnikai megtisztítása Miloševićnak is célja volt.
Boris Tadić elnök szerint Ahtisaari javaslatának végrehajtása az első alkalom lenne, hogy azért vettek volna el területet egy békés, demokratikus államtól, hogy azzal kielégítsék egy aspiráló etnikai csoport érdekeit, melynek már amúgy is van saját nemzetállama, Albánia.

## A javaslat sorsa
2007. április 3-án Ahtisaari bemutatta javaslatait Koszovó végső státuszáról az ENSZ Biztonsági Tanácsának, melyek egyértelműen javaslatot tettek Koszovó kezdetben nemzetközi felügyelet mellett gyakorolt függetlenségére.
Pristina elfogadta, míg Belgrád továbbra is elutasítja a javaslatot. A javaslatok nyilvánosságra kerülése után az Egyesült Államok és Németország (EU elnöki pozíciójukban) erősen támogatták, és az Európai Parlament is teljes támogatásáról biztosította a javaslatot. Oroszország ellenben a tárgyalások folytatását sürgette, akár egy új különmegbízottal. A Biztonsági Tanácsnak még legalább egy, nem állandó tagja, Dél-Afrika, kifejezte egyetértését az orosz aggodalmakkal.
Május 11-én bemutattak egy ENSZ Biztonsági Tanács határozattervezetet, amely felváltaná az 1244-es számút és támogatva Ahtisaari javaslatát megszüntetné a koszovói ENSZ igazgatást egy 120 napos átmeneti időszak után. Az USA képviselője az ENSZ-ben azt mondta, hogy ennek a határozattervezetnek a Biztonsági Tanácson belül, hacsaknem Oroszország a vétója használata mellett dönt, amelyre Oroszország többször is utalt, ha a határozat nem elfogadható mindkét fél által.
Eddig nem született egyezség a tervezetről az Egyesült Államok és Oroszország elnökei által folytatott tárgyalások ellenére.
Oroszország elutasította a legújabb 2007. július 12-ei határozattervezetet is. Ez a tervezet nélkülözött minden utalást az Ahtisaari-javaslatra, ugyanakkor megtartotta annak tartalmát és további tárgyalásokat írt elő a szerb és albán fél között.
Az Egyesült Államok, az Egyesült Királyság és a Biztonsági Tanács más európai tagjai hivatalosan lemondtak egy az Ahtisaari-javaslatot támogató határozattervezetről 2007. július 20-án, miután nem sikerül Oroszország támogatását megszerezni hozzá.